# Neopentileno fluorofosfato
Neopentileno fluorofosfato, NPF, ou neopentileno fosforil fluoridato é um agente organofosforado formulado em {\displaystyle {\ce {C5H10FO3P}}}. É um agente nervoso incapacitante, com velocidade de ação lenta.    